# Eno-shima

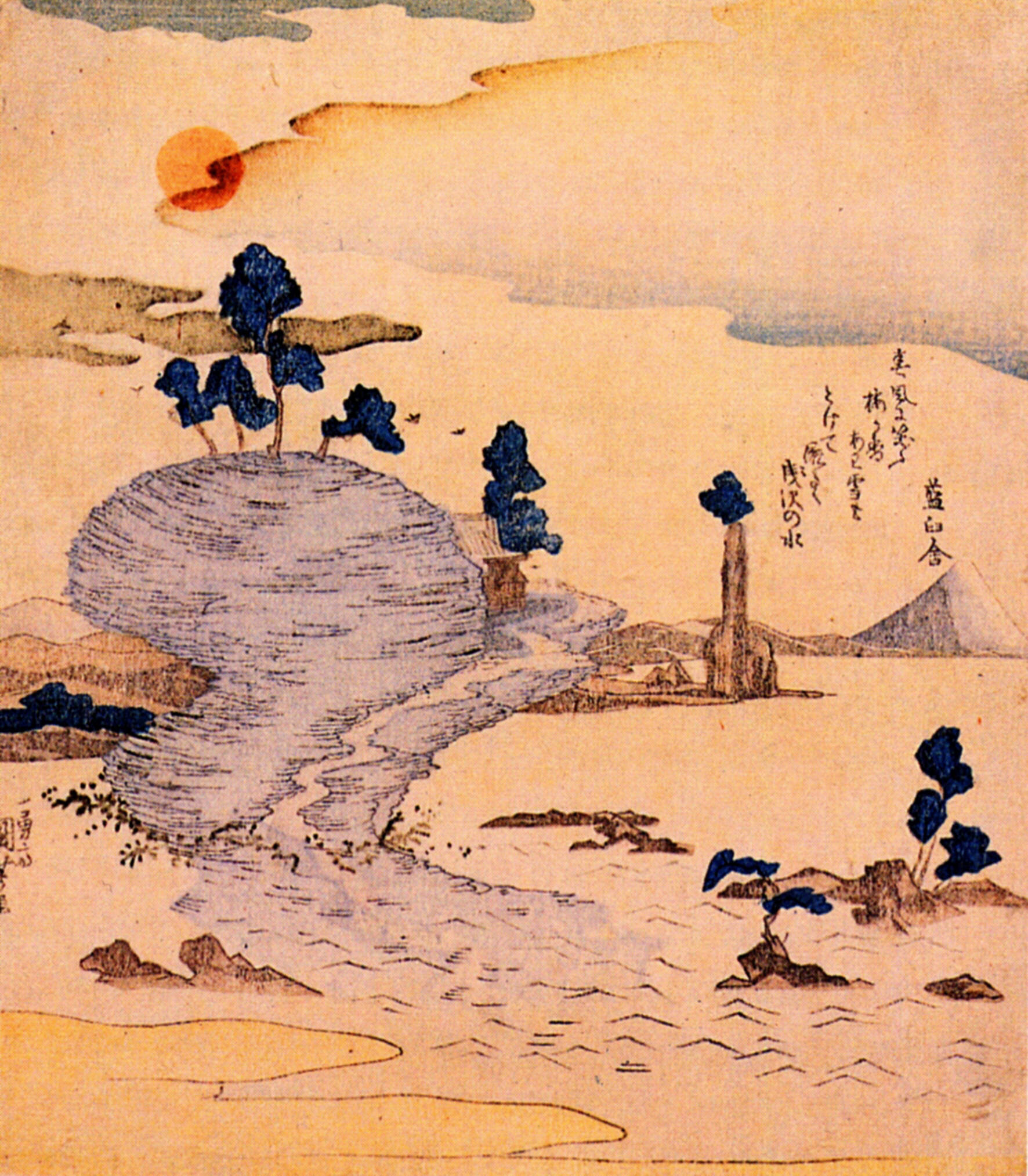
L'île d'Enoshima par Utagawa Kuniyoshi.

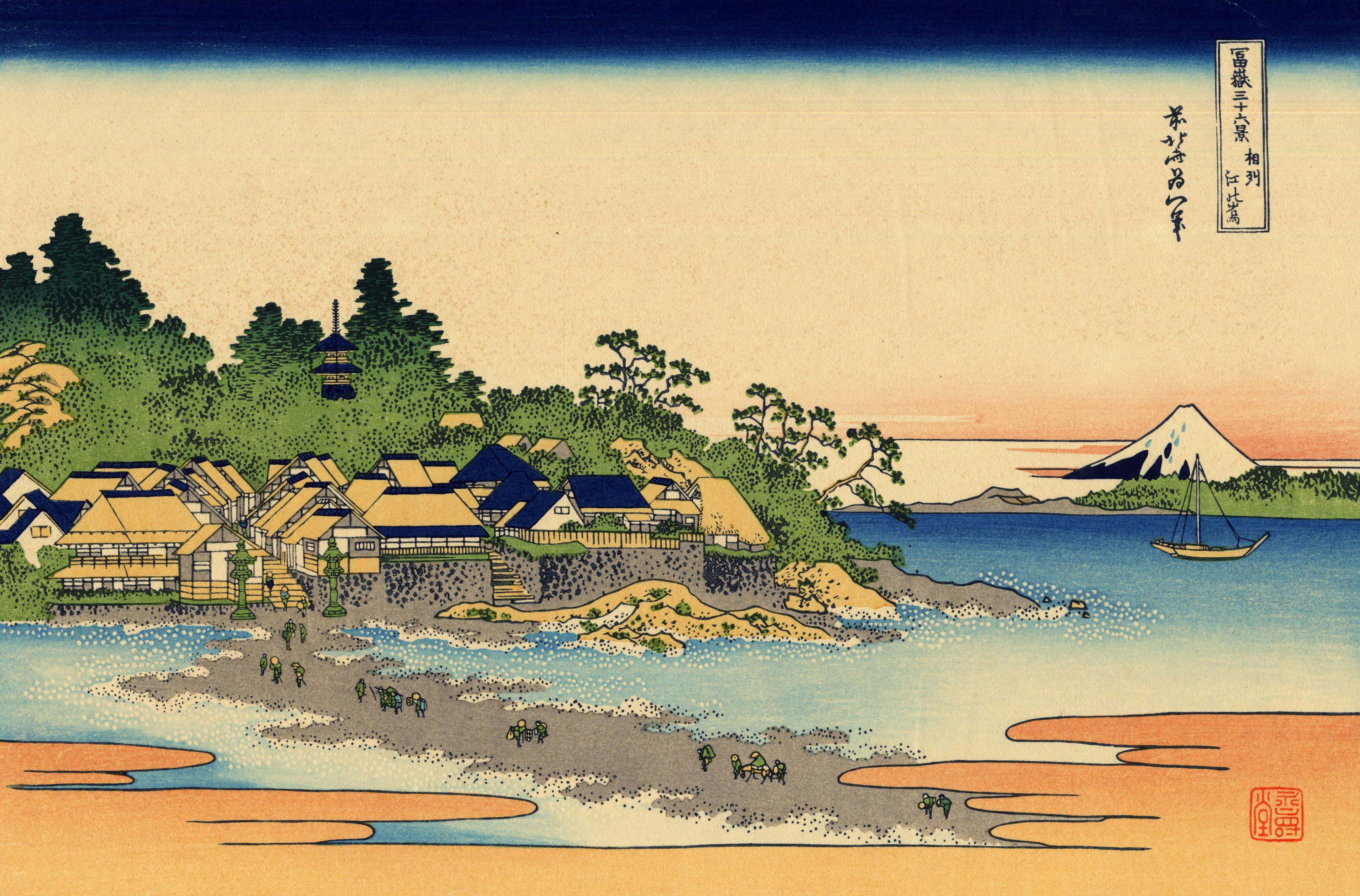
Enoshima dans la province de Sagami, par Hokusai.

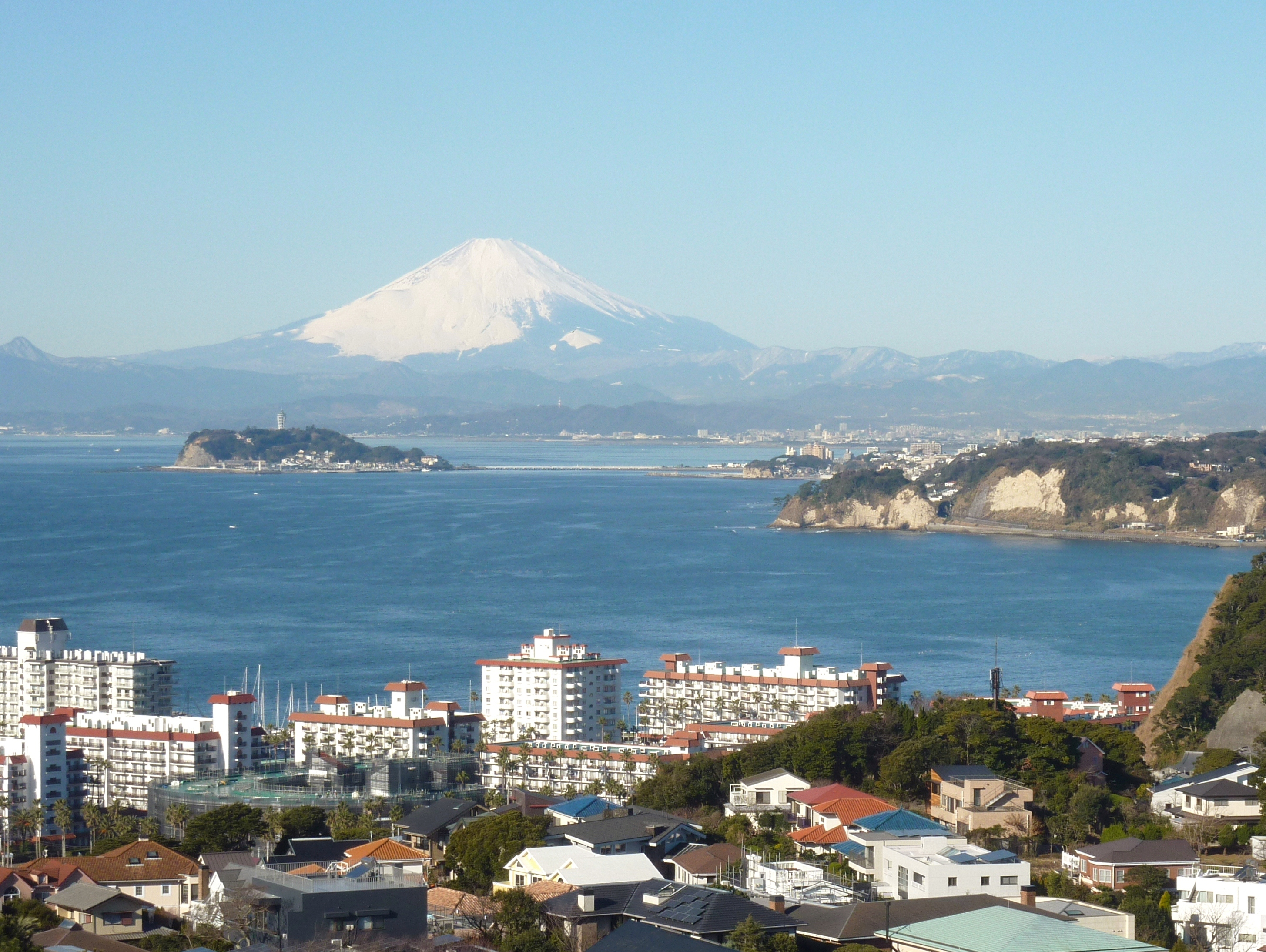

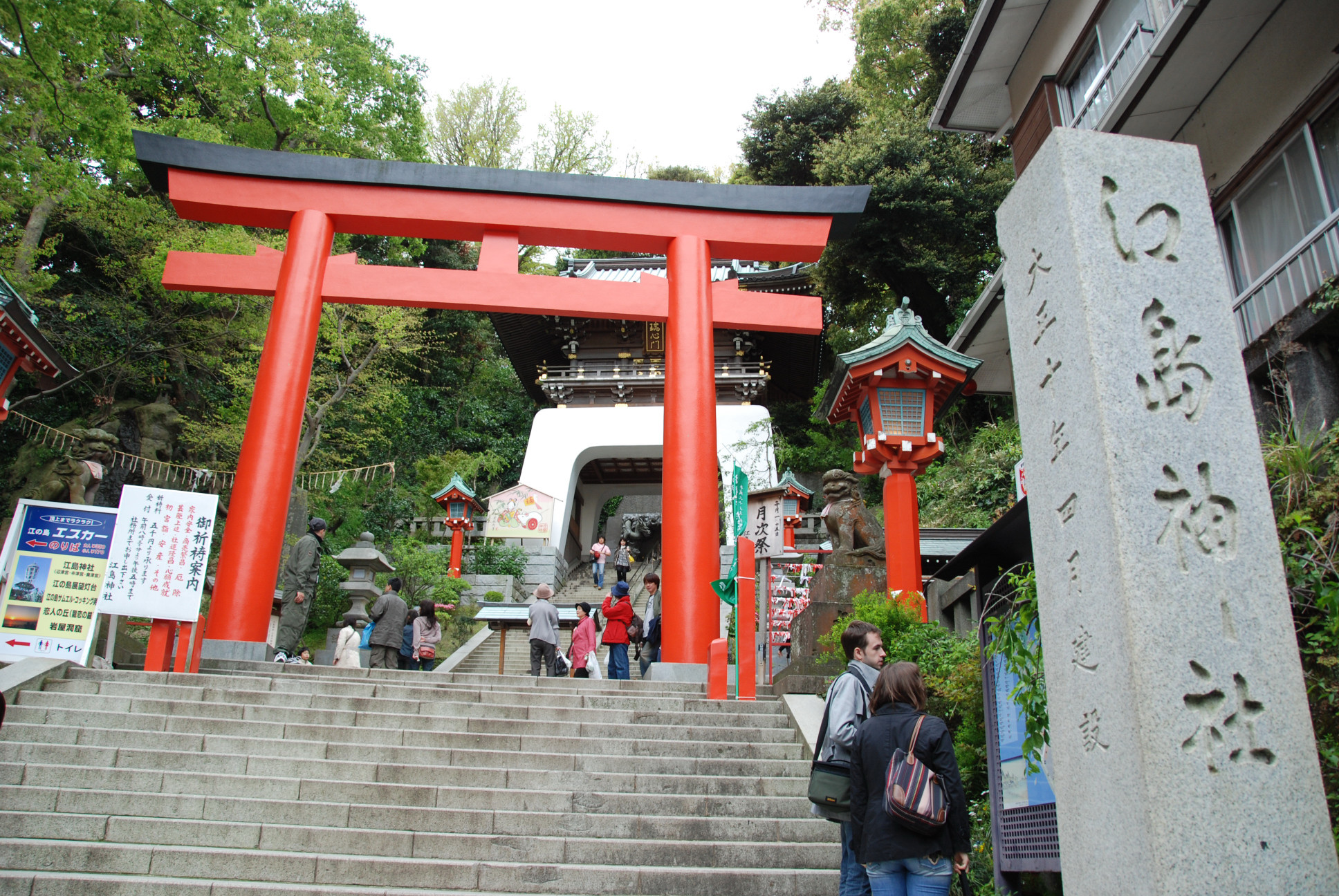
Temple d'Enoshima.

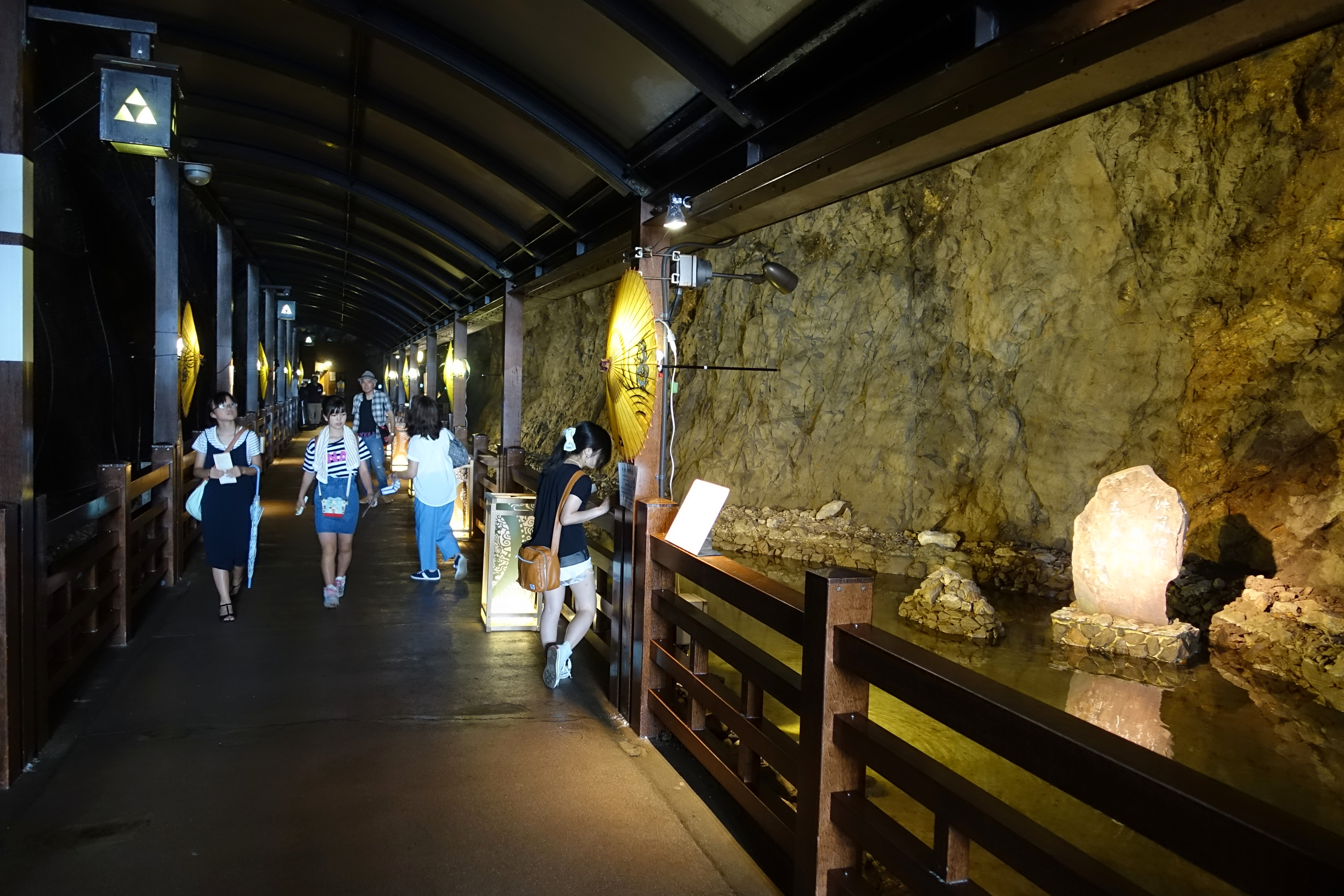
Grottes d'Iwaya.

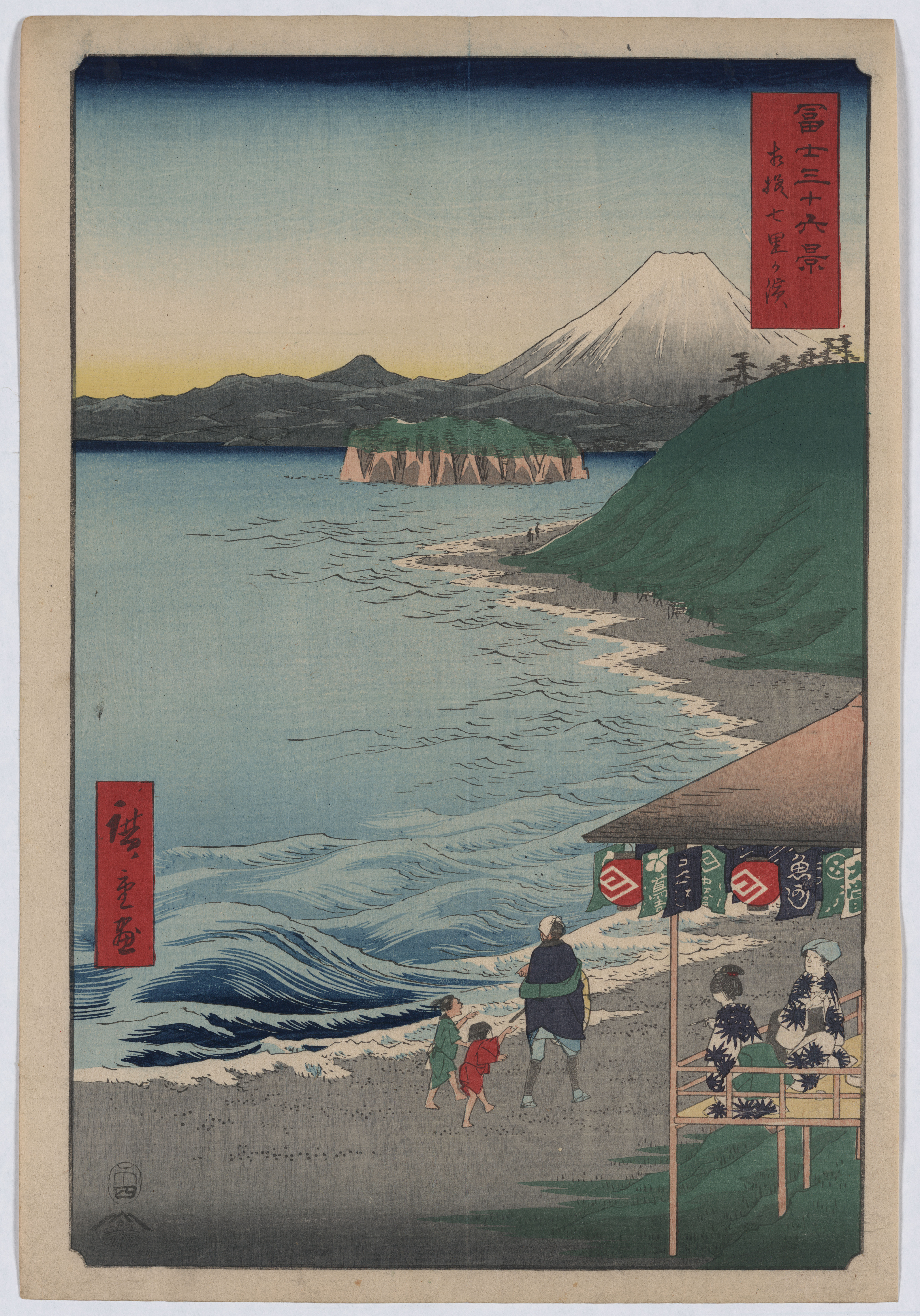
Hiroshige.

Eno-shima (江の島, Enoshima) est une petite île du Japon de 4 km de circonférence, qui se situe à l'embouchure du fleuve Katase. L'île est reliée à la ville de Fujisawa par un pont de 600 mètres de long. Elle fait partie du Shōnan.

## Culture
Eno-shima est une destination touristique appréciée. Il est possible de traverser l'île en peu de temps en suivant le chemin principal sur lequel se succèdent des temples, un jardin botanique, des boutiques d'artisanat et des restaurants.
Le temple principal de l'île est dédié à l'une des Sept Divinités du Bonheur : Benzaiten, qui serait à l'origine de la naissance de l'île selon la légende de Benten et le Dragon d'Enoshima.
Enoshima est le décor de L'Honorable Partie de campagne, roman humoristique de Thomas Raucat dont l'action se déroule en 1922, année de l'Exposition universelle de Tokyo.
L'île a inspiré ou servi de cadre à de nombreuses œuvres, dont les mangas Elfen Lied et Kenko zenrakei suieibu umisho, la bande dessinée Mariko Parade de Frédéric Boilet ou encore la série d'animation Tsuritama.

## Sport
Eno-shima a été le site olympique de nautisme à la voile lors des Jeux olympiques d'été de 1964 de Tōkyō. Elle aurait dû également être le site de nautisme à la voile et de surf pour les Jeux olympiques d'été de 2020.

## Transports
Cette île est desservie par trois lignes ferroviaires : 
- ligne Odakyū Enoshima : gare de Katase-Enoshima
- Enoden : gare d'Enoshima
- monorail Shōnan : station de Shōnan-Enoshima